# Benedikt Niese
Jürgen Anton Benedikt Niese (24. listopadu 1849, Burg auf Fehmarn – 1. února 1910, Halle) byl německý filolog a historik.

## Životopis
Byl synem Emila Augusta Nieseho (1816–1869), pastora v dánském Burgu auf Fehmarn a později ředitele semináře v Eckernförde. Jeho matka byla Benedicte Marie Nieseová rozená Matthiessenová. Spisovatelka Charlotte Nieseová byla jeho sestra.
Po studiu historie a klasické filologie v Kielu a Bonnu, promoval v roce 1872 na Univerzitě v Kielu. V roce 1876 habilitoval v univerzitě v Göttingenu a stal mimořádným, v roce 1880 řádným, profesorem dějin a klasické filologie na univerzitě v Marburgu. V roce 1881 se stal profesorem filologie ve Vratislavi, ale roku 1885 po odchodu Eugena Bormanna se do Marburgu vrátil. Zde se v roce 1890 stal děkanem filozofické fakulty a v roce 1901 rektorem. Od roku 1899 byl řádným členem Německého archeologického institutu. Na sklonku života působil na Univerzitě v Halle.
Při své vědecké práci se zabýval filologickými tématy (Homér, Flavius Iosephus), ale také řeckými a římskými dějinami. V Handbuch der Altertumswissenschaft zpracoval Pöhlmannovo dílo Grundriss der römischen Geschichte.

## Dílo
- Die Entwicklung der homerischen Poesie. 1882.
- Flavii Josephi opera. 7 svazků. Weidmann, Berlín 1885–1895.
- Geschichte der griechischen und makedonischen Staaten seit der Schlacht bei Chaeronea. 3 svazky. Perthes, Gotha 1893–1903.